# Vladimir Golovin (skriftställare)
Vladimir Golovin, född 1835, död 1892 i Sankt Petersburg, var en rysk skriftställare.
Golovin hade anställning för särskilda uppdrag hos ministerstatssekreteraren för Finland 1863–1885. Golovín publicerade i ryska tidningar och tidskrifter uppsatser om svenska skriftställare och översatte till ryska bland annat dikter av Franzén, Wallin, Tegnér, Lenngren, Leopold, Geijer, Nicander, Runeberg, Topelius, von Qvanten och Karl XV. År 1888, då tusenårsminnet av kristendomens införande i Ryssland firades, utkom Golovíns översättning av Stagnelius Vladimir den store med kritisk-biografiskt företal och kommentarer. Med anledning av Oscar II:s 60-årsdag utgav han 1889 "Ur konung Oscar II:s dikter och tal". Varm vän av Finlands konstitutionella statsskick, publicerade Golovín 1891 med anledning av den pågående polemiken om Finlands statsrättsliga ställning en broschyr ("Blad ur Finlands nutid och forntid, historiskt-polemiskt utkast af En opartisk iakttagare"), vari hävdades, att Finlands statsrättsliga organisation inte stod i strid med ryska rikets allmänna intressen.